# Imair Airlines

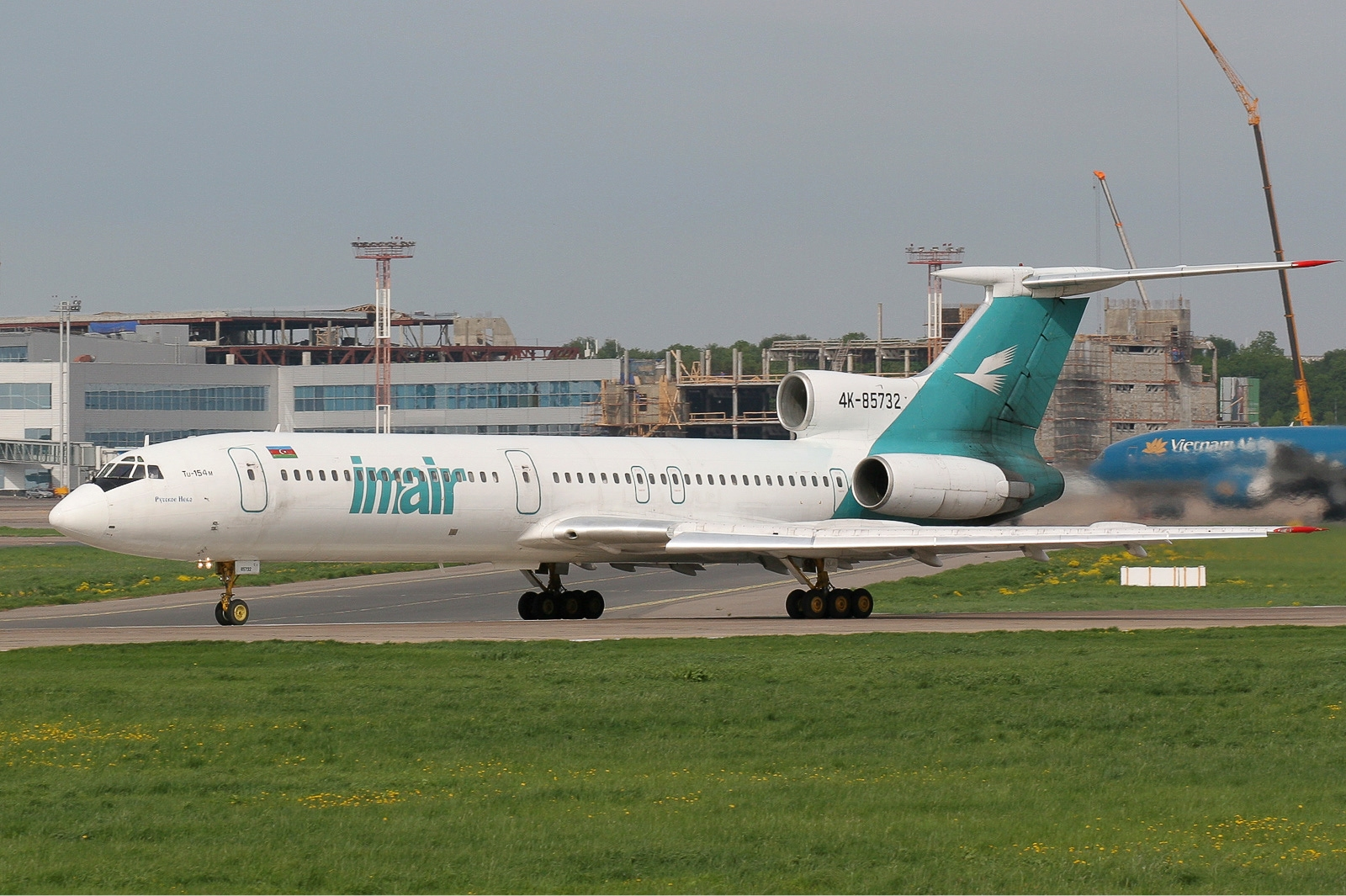
Tupolev Tu-154M de Imair Airlines à Bakou.

Imair Airlines est une compagnie aérienne de l'Azerbaïdjan basée à Bakou. Son code IATA est IK.  Son code auprès de l'OACI  est ITX.  Son indicatif d'appel est Improtex

## Histoire
Imair Airlines a été créée en 1994 par Improtex. Après une réorganisation Imair Airlines est devenue une division d'Improtex.

## Services
Imair Airlines offre des lignes vers cinq destinations (juillet 2007) :
Almaty, Bakou, Bodrum, Sourgout, Tachkent

## Flotte
La flotte d'Imair Airlines est composée de (juillet 2007) :
- 2 Tupolev Tu-154M